# Веролюб Салатич
Веролюб Салатич (серб. Верољуб Салатић/Veroljub Salatić, нар. 14 листопада 1985, Зворник) — швейцарський футболіст сербського походження, що грав на позиції півзахисника, зокрема за «Грассгоппер» та молодіжну збірну Швейцарії.

## Клубна кар'єра
Народився 14 листопада 1985 року в югославському місті Зворник. Вихованець юнацьких команд футбольних клубів «Цуг», «Цуг-94» та «Грассгоппер».
У дорослому футболі дебютував 2003 року виступами за головну команду останнього клубу, в якій провів вісім сезонів, взявши участь у 229 матчах чемпіонату.  Більшість часу, проведеного у складі «Грассгоппера», був основним гравцем команди.
Сезон 2011/12 відіграв на Кіпрі за «Омонію», з яким ставав володарем Кубка Кіпру, після чого повернувся до «Грассгоппера», у складі якого виборов і Кубок Швейцарії.
У 2015–2017 роках грав за «Сьйон», після чого два сезону провів у російській «Уфі».
Завершував ігрову кар'єру протягом 2019–2020 років у складі «Грассгоппера».

## Виступи за збірні
2005 року дебютував у складі юнацької збірної Швейцарії (U-20).
Протягом 2004–2006 років залучався до складу молодіжної збірної Швейцарії. На молодіжному рівні зіграв у 25 офіційних матчах, забив 2 голи.

## Титули і досягнення
- Володар Кубка Кіпру (1):

«Омонія»: 2011-2012
- Володар Кубка Швейцарії (2):

«Грассгоппер»: 2012-2013
«Сьйон»: 2014-2015